# عشق من عشق توست (ترانه)
«عشق من عشق توست» تک‌آهنگی از ویتنی هیوستون است که در سال ۱۹۹۹ میلادی منتشر شد.